# Utzenfeld
Utzenfeld település Németországban, azon belül Baden-Württembergben. Lakosainak száma 620 fő (2023. december 31.).

## Népesség
A település népessége az elmúlt években az alábbi módon változott:
| Lakosok száma | 506  | 538  | 518  | 510  | 559  | 648  | 622  | 659  | 625  | 620  |
|               | 1961 | 1967 | 1974 | 1980 | 1986 | 1993 | 1999 | 2005 | 2012 | 2023 |